# Fin Bartels
Fin Bartels (Kiel, 17 febbraio 1987) è un calciatore tedesco, centrocampista dell'Eidertal Molfsee II.

## Carriera

### Club
Dopo aver vestito la maglia dell'Holstein Kiel, nel 2007 viene acquistato dall'Hansa Rostock con cui debutta nella massima serie tedesca. Retrocesso in Zweite Bundesliga dopo dodici mesi, rimane coi biancoblù sino al 2010, quando si accasa al St. Pauli tornando a calcare i campi della massima categoria. Tuttavia, come a Rostock, l'avventura di Bartels in Bundesliga dura un solo anno, infatti i biancomarroni tornano subito in seconda serie.
Nel gennaio del 2014 il giocatore si accorda con il Werder Brema, compagine dove si trasferisce al termine della stagione.
Rimane al Werder fino al 2020, anno in cui si trasferisce all'Holstein Kiel.

### Nazionale
Nel 2008 ha giocato una partita con la nazionale tedesca Under-21.